# Working on a Dream
Working on a Dream är Bruce Springsteens sextonde studioalbum, utgivet i januari 2009.
Albumet spelades in 2008 under avbrott i den då pågående Magic Tour. Det var det sista som spelades in med långvarige E Street Band-medlemmen Danny Federici, som avled i april 2008.
Titelspåret "Working on a Dream" framfördes första gången av Springsteen den 2 november 2008 under Barack Obamas presidentkampanj. Den gjordes senare samma månad tillgänglig för gratis nerladdning. Låten "The Wrestler", som utgör ett bonusspår på albumet, fanns ursprungligen med i filmen med samma namn. 
2009 turnerade Springsteen med E Street Band i USA och Europa, vilken blev den sista med Clarence Clemons. Turnén nådde Sverige och tre spelningar på Stockholms Stadion den 4, 5 och 7 juni 2009. Max Weinberg var då ersatt av hans son Jay Weinberg.

## Låtlista
Samtliga låtar skrivna av Bruce Springsteen.
1. "Outlaw Pete" - 8:01
2. "My Lucky Day" - 4:01
3. "Working on a Dream" - 3:30
4. "Queen of the Supermarket" - 4:39
5. "What Love Can Do" - 2:57
6. "This Life" - 4:30
7. "Good Eye" - 3:01
8. "Tomorrow Never Knows" - 2:14
9. "Life Itself" - 4:00
10. "Kingdom of Days" - 4:02
11. "Surprise, Surprise" - 3:24
12. "The Last Carnival" - 3:29
13. "The Wrestler" - 3:51 (bonusspår)

## Listplaceringar
| Lista (2009)   | Topplacering |
| -------------- | ------------ |
| Storbritannien | 1            |
| Sverige        | 1            |
| USA            | 1            |